# Río Taséyeva
El río Taséyeva (del ruso: Тасеева) es un corto río asiático de la Siberia rusa, un afluente por la izquierda del río Angará a su vez afluente del río Yeniséi. Su longitud es de sólo 116 km (1319km si se considera con una de sus fuentes, el Cuna) y su cuenca drena una superficie de 128 000 km² (similar a la de Grecia o Nicaragua).
Administrativamente, el río discurre por el krai de Krasnoyarsk de la Federación de Rusia.

## Geografía
El río Taséyeva nace en la confluencia de dos largos ríos de más de 1000 km de longitud que tienen sus fuentes en la vertiente septentrional de los montes Sayanes Orientales, a unos 2500 m de altitud: el río Biryusa, por la izquierda, y el río Cuna, por la derecha. El río discurre por la meseta del Angara en dirección oeste-noroeste y tras un corto recorrido desemboca en el río Angará por su margen izquierda, cerca de la localidad de Kulakovo.
Su mayor afluente, quitando sus fuentes, es el río Usolka, que le aborda por la izquierda, con una longitud de 356 km y una cuenca de 10 300 km².
Al igual que todos los ríos siberianos, sufre largos períodos de heladas (seis meses al año, desde noviembre hasta abril) y amplias extensiones de suelo permanecen permanentemente congeladas en profundidad (permafrost). Al llegar la época del deshielo, como se deshielan primero las zonas más al sur, inunda amplias zonas próximas a las riberas. 